# Violet Clifton

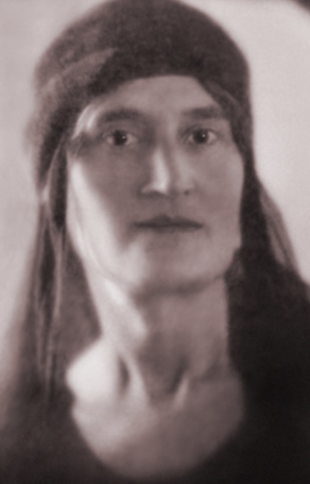
Violet Clifton (ca. 1933)

Violet Mary Clifton (* 2. November 1883 in Rom als Violet Mary Beauclerk; † 21. November 1961 in Lytham, Lancashire) war eine britische Schriftstellerin.

## Leben
Violet Beauclerk wurde 1883 als Tochter des Diplomaten William Nelthorpe Beauclerk (1849–1906) aus der Familie Beauclerk in Rom geboren. Ihr Vater war ab 1906 britischer Botschafter in Peru, wohin ihm Violet Beauclerk folgte. Noch im gleichen Jahr traf sie dort den englischen Abenteuerreisenden John Talbot Clifton (1868–1928), den sie 1907 in der Londoner Oratorianerkirche heiratete. Ihr Ehemann stammte aus einer alten Adelsfamilie mit weiträumigem Landbesitz in Lancashire rund um Lytham. Die beiden wurden Eltern mehrerer Kinder. Die Familie lebte zunächst in Lancashire, später auch auf der schottischen Insel Islay. Wie ihr Ehemann hatte sie eine tiefe spirituelle Neigung; im Laufe ihres Lebens war Clifton Agnostikerin, Spiritistin und Theosophin, ehe sie vor der Geburt des fünften Kindes zum Katholizismus konvertierte.
Talbot Clifton hatte dank seines Reichtums die Möglichkeit hatte, Expeditionen in weit entfernte Regionen der Welt zu unternehmen. Violet Clifton begleitete ihren Ehemann auf einigen Reisen, darunter nach Niederländisch-Indien (im Wesentlichen das heutige Indonesien). Als ihr Ehemann im Ersten Weltkrieg in nicht-kämpfender Funktion an die Front versetzt wurde, begleitete und unterstützte Clifton ihn; sowohl ihr Ehemann als auch sie erhielten unter anderem die British War Medal und die Victory Medal. Während einer gemeinsamen Reise nach Timbuktu 1928 verstarb ihr Ehemann auf den Kanaren. Anschließend lebte sie für vier Jahre als Mitglied des katholischen Ordens der Klarissen. Clifton starb im November 1961 im Alter von 78 Jahren in Lytham.

## Werk
Violet Clifton hatte schon früh den Wunsch, Prosa und Lyrik zu schreiben, doch debütierte sie zunächst mit Reiseberichten über die Expeditionen, die sie gemeinsam mit ihrem Ehemann unternahm. Ihr erstes Buch Pilgrims to the Isles of Penance war ein Bericht einer Reise zu den Andamanen und Nikobaren. 1927 publizierte sie unter dem Titel Islands of Queen Wilhelmina einen Bericht jener Expeditionen nach Niederländisch-Indien, die sie gemeinsam mit ihrem Ehemann unternommen hatte. Dem Expeditionsbericht legte sie mehrere Fotografien bei. Eine Neuauflage des Buches erschien 1991 unter dem Titel Islands of Indonesia in der Oxford University Press. Für ihre geographischen Bücher wurde Clifton zum Ehrenmitglied der Society of Woman Geographers in Washington, D.C. ernannt.
1933 veröffentlichte sie unter dem Titel The Book of Talbot eine Biografie ihres verstorbenen Ehemannes, die in den Augen des Rezensenten William Harlan Hale Konventionen bekannter Gattungen sprengte; weder sei es eine konventionelle Biografie noch ein Reisebuch noch eine historische Fallstudie noch seien es religiöse Memoiren und doch sei das Werk zu gewissen Teilen alles davon. John Chamberlain kommentierte in der New York Times, dass Cliftons Stil so „unprofessional“ sei, dass das Buch stilistisch mehr Ähnlichkeit mit dem frühmittelalterlichen Heldenepos Beowulf als mit modernem Englisch habe. Das Buch fand zunächst keinen Verleger, ehe es – auch durch eine Empfehlung von T. E. Lawrence – bei Faber & Faber erschien und ein mehrfach aufgelegter Erfolg wurde. Für das Werk erhielt sie 1934 den James Tait Black Memorial Prize in der Kategorie „Biografie“. Im selben Jahr wurde Clifton auch in das Personenlexikon Who’s Who aufgenommen.
Weitere Veröffentlichungen folgten in den nächsten Jahren.
1934 veröffentlichte Clifton eine Adaption der Geschichte von Elisabeth von Ungarn als lyrisch gehaltenes Drama (Sanctity). Ein Jahr später wurde sie von Nevill Coghill, einem Literaturwissenschaftler vom Exeter College der University of Oxford, ergebnislos für den Nobelpreis für Literatur nominiert. 1938 veröffentlichte Clifton ein Dichtwerk mit dem Titel Charister, in dem der italienische Dichter Dante Alighieri einen Dialog über religiöse Themen wie die Trinität mit einer Schülerin von ihm führt. In einer Rezension für das Journal Blackfriars kritisierte George Sayer die „Formlosigkeit“ des Gedichtes. 1940 publizierte Clifton eine Gedichtsammlung (Seven Poems), die vor dem Hintergrund des Zweiten Weltkriegs entstand. 1947 verfasste sie unter dem Titel Vision of Peru: Kings, Conquerors, Saints ein Landesporträt Perus, in dem sie auf die präkolumbische Zivilisation der Inka, die Spanische Eroberung Perus und die nachfolgende spanische Kolonialzeit einging. Clifton tendierte in der Schrift dazu, den Kolonialismus in ein positives Licht zu stellen, habe doch mit der Ankunft der Spanier und des Katholizismus in Peru die Zivilisation Einzug gehalten. 1956 veröffentlichte sie in einer kleinen Auflage von 45 Exemplaren das Gedichtband Marymas and Other Poems mit religiösen Gedichten.

## Veröffentlichungen
- Pilgrims to the Isles of Penance: Orchid Gathering in the East. John Long, London 1911.
- Islands of Queen Wilhelmina. Mit einem Vorwort von Lord Dunsany. Constable and Co., London 1927.
  - Islands of Indonesia. Oxford University Press, Oxford 1991. ISBN 978-0-19-588987-1.
- The Book of Talbot. Faber & Faber, London 1933.
- Sanctity: A Play Sheed & Ward, London 1934.
- Charister. Hague and Gill, London 1938.
- Seven Poems. Sheed & Ward, London 1940.
- Vision of Peru: Kings, Conquerors, Saints. Duckworth, London 1947.
- Marymas and Other Poems. Kennels Press, Milngavie 1956.